# Камышева-Елпатьевская, Вера Григорьевна
Вера Григорьевна Камышева-Елпатьевская (1901—1993) — советский и российский учёный-палеонтолог, геолог и стратиграф, доктор геолого-минералогических наук (1948), профессор (1948). Почётный  член Всесоюзного палеонтологического общества (1972).

## Биография
Родилась 4 августа 1901 года в Саратове в крестьянской семье. 
С 1918 года после окончания Николаевской женской гимназии с золотой медалью на педагогической работе в качестве народного учителя, одновременно обучалась на Народных гидротехнических курсах, по окончании которых была участницей 
геологических экспедиций и партиях.
С 1920 по 1924 год обучалась на геолого-минералогическом цикле естественного отделения физико-математического факультета  Саратовского государственного университета, ученица профессора Б. А. Можаровского. С 1924 по 1927 год на практической работе в московском отделении Геологического комитета в качестве гидрогеолога, под руководством Ф. П. Саваренского.
С 1927 по 1962 год на научно-педагогической работе в Саратовском государственном университете в качестве лаборанта, ассистента, доцента и заведующей кафедрой геологии, с 1948 по 1962 год — профессор и заведующая кафедрой исторической геологии и палеонтологии, одновременно с этим являлась —заместителем декана геологического факультета, научным руководителем отдела биостратиграфии и палеонтологии, учёным секретарём и заместителем директора НИИ геологии Саратовского государственного университета по науке.  С 1962 год на педагогической работе в Ленинградском государственном педагогическом институте имени А. И. Герцена в качестве заведующей кафедрой геологии и минералогии и с 1971 года — профессора-консультанта этой кафедры.

### Научно-педагогическая деятельность и вклад в науку
Основная научно-педагогическая деятельность В. Г. Камышева-Елпатьевской была связана с вопросами в области палеонтологии, геологии и стратиграфии, занималась палеонтологическими исследованиями, исследованиями в области геологических и гидрогеологических изысканиях в Западном Казахстане и Нижнем Поволжье, занималась изучением фауны юрских отложений, фосфоритов, горных сланцев и оползней. В. Г. Камышева-Елпатьевская являлась делегатом и докладчиком Международного геологического конгресса (1937), XXI Международного геологического конгресса (1959) и Международного Юрского симпозиума (1967). В. Г. Камышева-Елпатьевская являлась консультантом ВАК СССР, одним из создателей Саратовского отделения Всесоюзного палеонтологического общества, с 1972 года была избрана почётным членом этого общества.
В 1938 году защитила кандидатскую диссертацию на тему: «Юрские аммониты окрестностей озера Эльтон», в 1948 году в Московском государственном университете — докторскую диссертацию на соискание учёной степени доктор геолого-минералогических наук по теме: «Юрские отложения и фауна территории юго-востока Европейской части СССР». В 1948 году ВАК СССР ей присвоено учёное звание профессор. Под её руководством было защищено четыре докторские и сорок пять кандидатских диссертаций. В. Г. Камышева-Елпатьевской  являлась автором более ста научных трудов, в том числе монографий, ею был написан первый «Атлас руководящих форм ископаемой фауны Саратовского Поволжья» (1948). Этот атлас получил высокую оценку академика Ю. А. Орлова, который написал: 

Ваш атлас подготовлен с большой тщательностью и большим знанием дела. Поэтому он будет иметь огромное значение как для развития геологии Саратовского края, так и для обучения молодых кадров— 

## Основные труды
- Геологический обзор и месторождения горючих сланцев в бассейне р. Камелика и Б. Глушицы / С геологич. профилем, разрезами и картой. В. Г. Камышева-Елпатьевская и О. А. Соловьева. - Саратов : тип. Комбината, 1928 (Петровск). - 20 с.
- Заметка о новом выходе акчагыла по правобережью Волги в окрестностях с. Березники. О вернеюрских аммонитах окрестностей озера Эльтон / В. Г. Камышева. - 1939.
- Природа Саратовской области: (Физ.-геогр. очерки) / В. Г. Камышева, под ред. проф. В. Ф. Пиотровского. - Саратов : Сарат. обл. изд., 1941. - 128 с.
- Атлас руководящих форм ископаемых фаун Саратовского Поволжья: (Текст и таблицы) / В. Г. Камышева-Елпатьевская и А. Н. Иванова ; Сарат. гос. ун-т им. Н. Г. Чернышевского. - Саратов : Тип. № 1 Полиграфиздата, 1947. - 2 т. - 138 с.
- Труды кафедры исторической геологии и палеонтологии и отдела стратиграфии и палеонтологии Научно-исследовательского института геологии и почвоведения СГУ / Под общ. ред. проф. В. Г. Камышевой-Елпатьевской. - Харьков : Изд-во Харьк. ун-та, 1953. - 168 с.
- Определитель юрских аммонитов Саратовского Поволжья / В. Г. Камышева-Елпатьевская, В. П. Николаева, Е. А. Троицкая ; Сарат. гос. ун-т им. Н. Г. Чернышевского. - Москва : Госгеолтехиздат, 1956. - 62 с.
- Региональная геология и полезные ископаемые СССР: [Сборник статей] : [Посвящ. памяти профессоров А.С. Гинзберга и А.А. Каденского] / [Науч. ред. д-р геол.-минерал. наук проф. В. Г. Камышева-Елпатьевская]. - Ленинград : Недра. Ленингр. отд-ние, 1966. - 378 с.
- Атлас мезозойской фауны и спорово-пыльцевых комплексов Нижнего Поволжья и сопредельных областей / Под ред. проф. В. Г. Камышевой-Елпатьевской  ; М-во высш. и сред. спец. образования РСФСР. Сарат. ордена Трудового Красного Знамени гос. ун-т им. Н. Г. Чернышевского. - Саратов : Изд-во Сарат. ун-та, 1967-1969. - 2 т[6]

## Награды
- Орден Трудового Красного Знамени
- Медаль «За доблестный труд в Великой Отечественной войне 1941—1945 гг.»[2]